# Semischnik

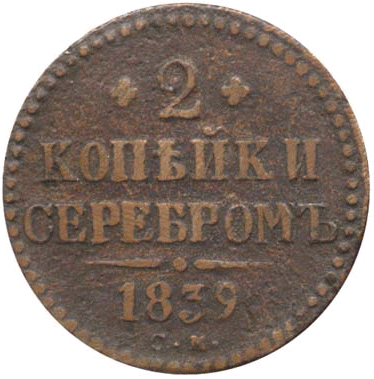
Semischnik

Semischnik (russ. семишник, von семь = sieben) war die volkstümliche Bezeichnung einer russischen Münze im Wert von 2 Kopeken nach der Währungsreform von Georg Cancrin (реформа Канкрина, 1839—1843).
Im Zuge dieser Reform wurde der wertlose Assignations-Rubel endgültig aus dem Verkehr gezogen, der Kurs zum Silber-Rubel wurde mit 3,50:1 festgelegt. Auch die Kupfermünzen mit Bezug auf den  Assignations-Rubel wurden eingezogen. Die neu herausgegebenen Kupfermünzen waren schwerer als die alten und bezogen sich auf den Silber-Rubel. Auf ihrer Rückseite war daher nicht nur der Wert eingeprägt, sondern auch das Wort „серебромъ“ – „in Silber“. Somit entsprach der Wert der neuen 2-Kopeken-Münzen sieben alten Kopeken, was sich in der volkstümlichen Bezeichnung niederschlug.